# Rapaische Sprache
Rapanisch ist die Sprache auf Rapa in den Austral-Inseln von Französisch-Polynesien.
Rapanisch ist stark vom Aussterben bedroht, da die rigide französische Sprachpolitik ausschließlich das Französische zulässt und Minderheitensprachen marginalisiert. So ist in Französisch-Polynesien nur Französisch als Amts- und Unterrichtssprache zugelassen. Rapanisch hat keinerlei Status, darf nicht in den Schulen gelehrt werden und hat keine Verbreitung in den Medien des von Frankreich kontrollierten Gebietes. Folglich verwenden die Sprecher des Rapanischen immer mehr Französisch als Muttersprache und vergessen ihre eigene Sprache, sodass die Sprecherzahl auf unter 521 gesunken ist und weiter sinkt.
Rapanisch wird als eine östliche zentralpolynesische Sprache klassifiziert, gemeinsam mit den marquesischen Sprachen und den tahitischen Sprachen.
Die Sprache unterscheidet sich hinreichend vom Rest der Sprachen, die in dieser Gruppe sind und bildet innerhalb der Klassifikation ihre eigene Sprachkategorie. Die Sprache hat sich in den letzten 700 Jahren in relativer Isolation entwickelt.